# 新葫芦兄弟
《新葫芦兄弟》，是上海美术电影制片厂推出的《葫芦兄弟》的官方续集。该剧第一季由上海美术电影制片厂和上海合源文化传媒有限公司联合制作。

## 人物介绍
- 葫芦兄弟
  - 在本作中失忆。[1]
- 穿山甲
  - 在《葫芦兄弟》中被妖怪杀害。[2]
- 震山甲
  - 穿山甲的后代。[2]
- 爷爷
  - 在《葫芦兄弟》中被妖怪杀害。在本作被山神复活并委托其去寻找葫芦兄弟，本人也变成“土地公公”，身手敏捷，会瞬间移动法术。[1][2]
- 金翅雕
  - 本作新增的反派，在封印效力最弱的月食之夜，将压在七彩葫芦山下的蛇精、蝎子精复活，命令二人将葫芦兄弟炼成七心丹来解除封印。[3]
- 蛇精、蝎子精
  - 在《葫芦兄弟》中被葫芦兄弟们化成的七色巨峰镇住，本作被金翅雕复活，被金翅雕命令将葫芦兄弟炼成七心丹来解除封印。[3]

## 制作
新葫芦兄弟每集有11分钟左右，去掉片头和片尾，正片只有8分钟左右。
在人物造型上，爷爷、蛇精和蝎子精、蜈蚣小妖没有太大变化。而葫芦娃穿上了衣服（原版为袒胸露乳），眼睛变大。另外人物性格与原著有一些差异。

## 播出平台
2016年7月8日，在上海举行新葫芦兄弟定档发布会，发布会宣布预计制作5季，共260集，并会登陆卡通卫视和省台、省会电视台。
新葫芦兄弟于2016年7月11日首播，第一季共52集，已播出26集。
- 金鹰卡通于2016年7月11日18:30播出，每晚4集。
- 嘉佳卡通于2016年7月11日19:00播出，每晚4集。
- 优漫卡通于2016年7月11日17:30播出，每晚2集。
- 爱奇艺为独家网络播出平台进行同步首播。[6]

2016年7月22日，因版权方的要求，《新葫芦兄弟》暂停播出，第一季的后26集预计于9月恢复播出。但实际上，第一季的后26集在2017年1月1日到同年1月26日期间，通过爱奇艺播出。
2017年4月，中央电视台亦开始播出《新葫芦兄弟》第一季。

## 影响
新葫芦兄弟在网络上线4集，点击率突破2000万。
但新葫芦兄弟播出后，引发观众不满，不满处在于生拉硬拽的剧情、美工和过于稚嫩的配音。该片在豆瓣上评分为3.6分。制作方动漫堂创始人王鹏称画面不达预期是因为资金不足。而根据制作方上海美术电影制片厂设定，《新葫芦兄弟》的主要受众人群定为7岁至11岁的小学年龄段。